# Islas Isabel
Islas Isabel är öar i Argentina.   De ligger i provinsen Chubut, i den södra delen av landet, 1 400 km sydväst om huvudstaden Buenos Aires.
Terrängen på Islas Isabel är varierad. Öns högsta punkt är 5 meter över havet.